# خط سیاق

سیاههٔ عروسی که در آن، اعداد و ارقام اجناس به خط سیاق نوشته شده، لالجین حدود سال۱۳۴۰

خط سیاق یا سیاقت یا سیاقی نوعی از خط و روش نگارش است که با آن اهل دفتر و دیوان، اعداد، مقادیر و اوزان را می‌نوشتند.
حساب سیاق روشی است در حسابداری قدیمی و دانشی است در ثبت و ضبط ارقام و اعداد محاسبات دیوانی و شخصی. تا پایان دورهٔ قاجار کلیهٔ امور محاسبات دولتی و شخصی با اعداد سیاق نوشته می‌شد و مردم عادی به‌ویژه کسبه تا حدود بیست سی سال پیش نیز محاسبات خویش را با اعداد سیاق ثبت می‌کردند. کاتبان این خط برای اعداد و کلمات اختصاری علائمی ویژه داشتند که خواندن آن برای بسیاری آسان نبود.
خط سیاق معادلهایی هم در فرهنگ‌های دیگر دارد، که آن‌ها نیز عملاً منسوخ شده‌اند. گونه‌هایی از این خط در جهان عرب (معروف به خط «دیوانی»)، جنوب آسیا (هند، پاکستان، و بنگلادش، معروف به خط «رقم»)، و امپراتوری عثمانی (معروف به «سیاقات») استفاده می‌شده‌است. نام این خط از واژهٔ عربی «سیاق» به معنی «ترتیب» گرفته شده‌است. شکل بسیاری از علائم مورد استفاده در این خط نیز مبتنی بر شکل نوشتن اعداد به زبان عربی است.. عده ای نیز بر این عقیده‌اند که این خط در زمان سلجوقیان وارد جهان اسلام شده‌است. کلمه سایماق در زبان ترکی به معنای شمارش می‌باشد. امر مفرد از این مصدر «سای» بعلاوه پسوند «اق» یعنی «سایاق» باعث به وجود آمدن اسم وسیله می‌شود که به معنی وسیله شمردن می‌باشد، با این حال به نظر نمی‌رسد که این نظریه صحیح باشد. عده ای نیز سیاق را معرب سیاگ یا سیاک پارسی به معنای رنگ سیاه یا سیاهه به معنای چرکنویس می‌دانند. 